# 압축기

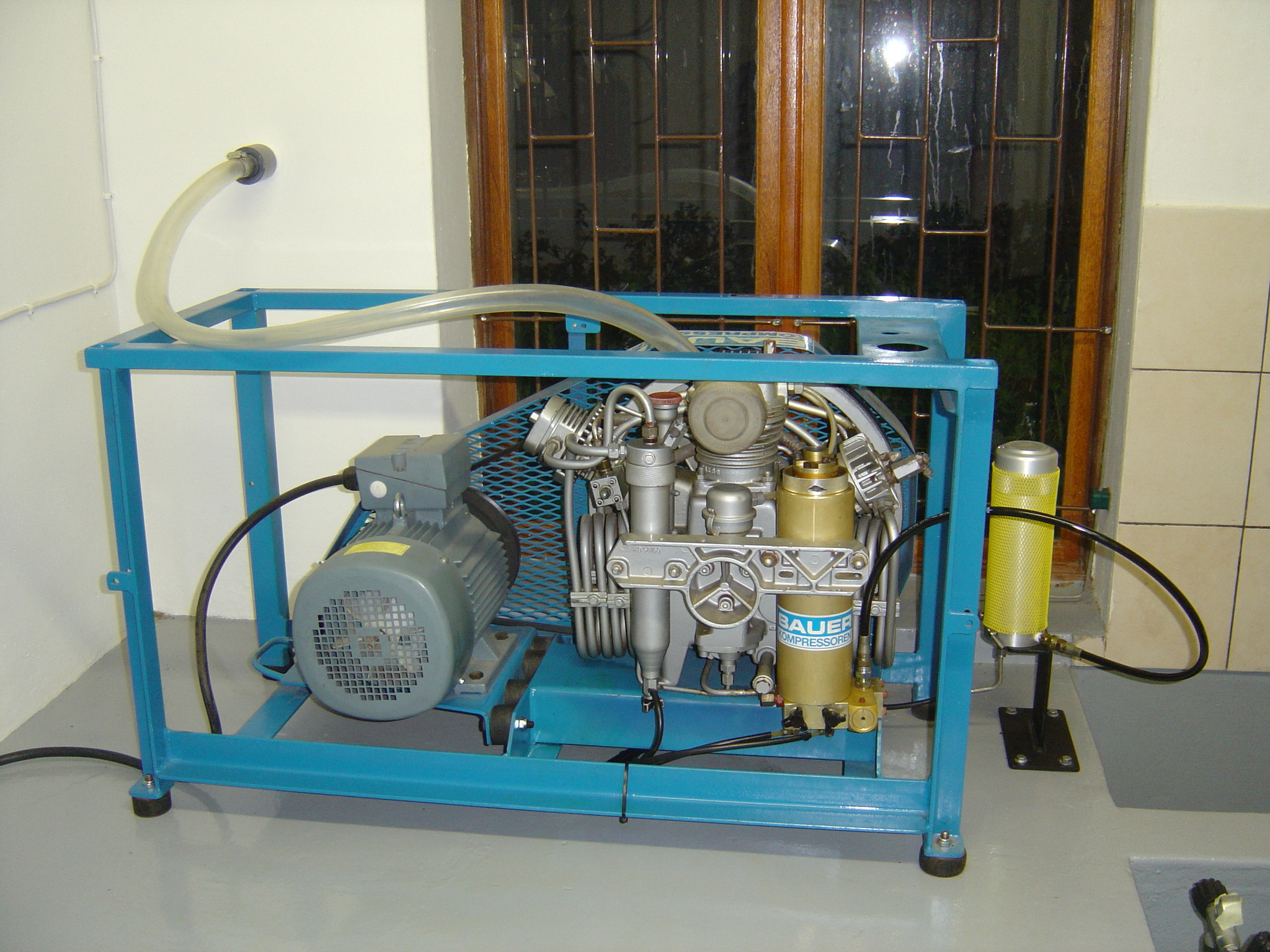
스쿠버 실린더를 채우기 위한 크기가 작은 고정식 고압 다이빙 공기 압축기

압축기 또는 컴프레서(compressor)는 기체의 부피를 줄임으로써 기체의 압력을 증가시키는 기계식 장치이다. 공기 압축기는 기체 압축기의 일종이다.
압축기는 펌프와 비슷한데, 펌프와 압축기 둘 다 유체의 압력을 증가시키고 둘 다 파이프를 통해 유체를 전달할 수 있기 때문이다. 기체 압축이 가능하므로 압축기는 기체의 부피 또한 감소시킨다. 유체는 상대적으로 압축이 불가능한데, 일부는 압축이 가능하지만 펌프의 주된 동작은 유체에 압력을 가한 다음 전달하는 것이다.

## 압축기의 종류
주가 되면서 중요한 유형의 기체 압축기들은 아래와 같다:

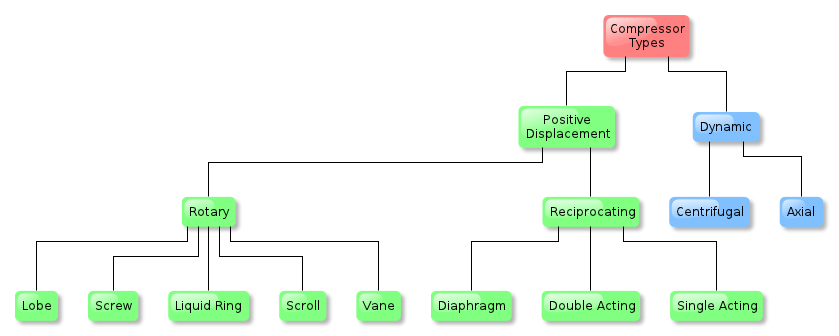

## 같이 보기
- 송풍기
- 에어 콤프레샤